# Pineto (Vetto)
Pineto è un borgo nell'Appennino reggiano, frazione del Comune di Vetto e una delle antiche corti del Vettese.

## Storia
Il nome di questo borgo, che appare nell'Estimo Reggiano del 1315, è legato alla storia dei conti Da Palude (che erano stati vassalli di Matilde di Canossa). Vi sono almeno due corti da loro edificate e ritenute degne di nota, delle quali rimangono molti particolari architettonici nonostante i successivi rimaneggiamenti.
Al tempo delle Signorie i Da Palude vi costruirono una casa, arricchita successivamente da affreschi di argomento religioso. Si tratta della “Casa dei Da Palude”, di notevole interesse architettonico.
È presente anche una casa-torre risalente al XVII secolo; nelle vicinanze l'opificio del “Mulinaccio”.
Lo scrittore lombardo Raffaele Crovi ha citato Pineto nelle sue opere e nei suoi saggi